# Francos (Tineo)
Francos  es una parroquia del concejo español de Tineo en el Principado de Asturias. Se encuentra a una distancia de 13 kilómetros de Tineo, la capital del concejo. Tenía una población de 69 habitantes en 2023  y 7,17 km².
La parroquia se sitúa en la falda de la Sierra de Guardia con abundantes pastos y cultivos. Limita al norte con la parroquia de San Fructuoso, al este con la de Tablado, la de Obona al sur y la de Troncedo al oeste.

## Pueblos de la parroquia
Los pueblos que componen esta parroquia son:
- Francos - A 620 metros de altitud y una población de 16 habitantes en 2023.[3] El templo parroquial se sitúa al lado de un centenario tejo. Su retablo cuenta con imágenes de los siglos XVI y XVII. La casa escuela fue inaugurada en 1959.
- La Oteda (L'Auteda en asturiano[1]) - A 630 metros de altitud y una población de 40 habitantes en 2023.[4] Tiene un edificio escolar en desuso construido en 1862 y una capilla dedicada a Santiago Apóstol.
- Villatriz (Viḷḷatriz en asturiano[1]) - A 645 metros de altitud y una población de 13 habitantes en 2023.[5] Tiene una ermita dedicada a Nuestra Señora de Belén.